# Videodanza
Un videodanza es un obra audiovisual en donde el lenguaje de la danza y el movimiento corporal dialoga con el lenguaje audiovisual. Hay que resaltar que no son registros de una danza en video, sino que danza y cámara establecen una relación simbiótica. En tales obras, la creación de la coreografía típicamente existe sólo en película o vídeo. Las películas de danza utilizan el lenguaje audiovisual para crear otras narrativas, capas múltiples de realidad, y profundidad emocional o psicológica.

## Historia
En Gran Bretaña, el colectivo DV8 Physical Theatre fundado por Lloyd Newson, es conocido por sus versiones de película de algunas obras escénicas de danza. La reelaboración de Enter Achilles (1995) para el formato película en 1996 es un ejemplo seminal de Videodanza. Recientemente dentro de sus obras reconocidas se incluye The Cost of Living (2004).

### Obras representativas
- Waterproof (1986), Daniel Larrieu (director) - Francia.
- Subur 205 (1990), Núria Font (directora) - España.

## Festivales de videodanza
Los festivales de videodanza están orientados a difundir las obras del género.  Entre los festivales más antiguos están el  Festival Videodanza BA en la ciudad de Buenos Aires (1995) y el Dance on Camera Festival, que desde 1996 empezó a mostrar obras en Nueva York.

### Danza en Pantalla en América Latina
En América Latina uno de los primeros festivales que exhibe un abanico importante de producción es el Festival Internacional de Videodanza de Buenos Aires, posteriormente dança em foco (Río de Janeiro) y FIVU (Uruguay) junto con el desaparecido FEDAME (México). Unos años más tarde nacerán el Festival Intinerante Agite y Sirva (México), Festival Internacional de Danza en Pantalla Chile - FIVC (Chile), Festival Video Movimiento (Colombia), DV DANZA Habana (Cuba), Eukeé (Paraguay) y Cuerpo Digital (Bolivia).[cita requerida] en el 2007 nace el Festival MIVA (Ecuador)y en 2023 se lleva a cabo la primera edición del Festival Internacional de Videodanza Queer TJLand FIVQ, celebrado en Tijuana, México.
El año 2006 se forma la primera Red de Videodanza de América Latina - FLVD, y el Foro Latinoamericano de Videodanza (FLVD) en el marco del Festival Videodanza BA en la ciudad de Buenos Aires - Argentina, fundada por los festivales dança em foco (Brasil), FIVU (Uruguay), FIVC (Chile), Cuerpo Digital (Bolivia), DVDanza Habana (Cuba), entre otros.[cita requerida]

### Festivales de videodanza en Norteamérica
- Dance on Camera Festival (Nueva York, Estados Unidos)
- San Francisco Dance Film Festival (San Francisco, Estados Unidos)
- Dance Camera West Dance Film Festival (Los Ángeles, Estados Unidos)
- 40 North Film Fest (San Diego, Estados Unidos)
- Sans Souci Festival of Dance Cinema (Boulder, Estados Unidos)
- Agite y Sirva – Festival Itinerante de VideoDanza (Puebla, México)
- FIVideodanza (Ciudad de México, México)
- Comunidades Híbridas (Oaxaca, México)

### Festivales de videodanza en Europa
- Bucharest International Dance Film Festival (BIDFF) (Bucharest, Rumania)
- The London Dance Film Festival (Londres, Inglaterra)
- Choreoscope – Festival Internacional de Cine de Danza de Barcelona (Barcelona, España)
- Loikka Dance Film Festival (Helsinki, Finlandia)

### Festivales de videodanza en Sudamérica
- Festival de VideoDanza Buenos Aires (creado en 1995, Argentina)
- Festival Internacional de Videodanza de Colombia (originado en 2004) Único en Colombia.
- São Carlos Videodance Festival (Sao Paulo, Brasil)
- dança em foco – Festival Internacional de Vídeo & Dança (creado en 2003, Río de Janeiro, Brasil)
- Festival Internacional de Danza en Pantalla Chile, FIVC (creado en 2008, Santiago, Chile)
- Festival Videodanza Ecuador (creado en 2009, Ecuador)
- Festival Internacional de VideoDanza de Uruguay, FIVU  (Montevideo, Uruguay)
- Festival Internacional de Videodanza DVDanza Habana Movimiento y Ciudad (creado en 2006, La Habana, Cuba)
- https://www.facebook.com/mivafestivalmultidisciplinario Festival MIVA Ecuador
- http://cobai.org/ Festival Internacional Cuerpo Mediado) (Rosario, Argentina)

- Datos: Q3072043
- Multimedia: Dance films / Q3072043